# Stagira

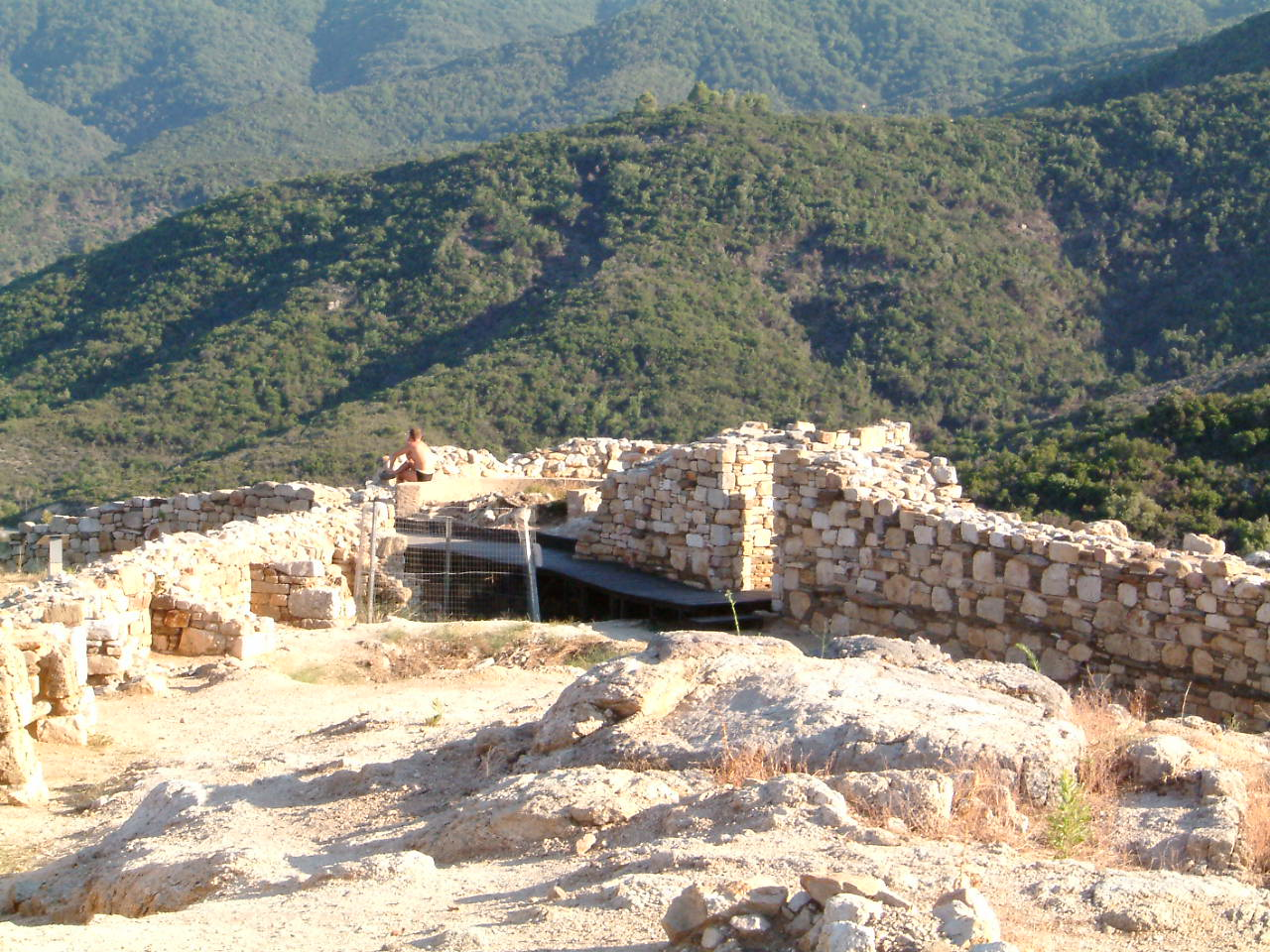
Festungsmauer des antiken Stagira auf der Halbinsel Liotopi, Blickrichtung zum Landesinneren der Chalkidiki

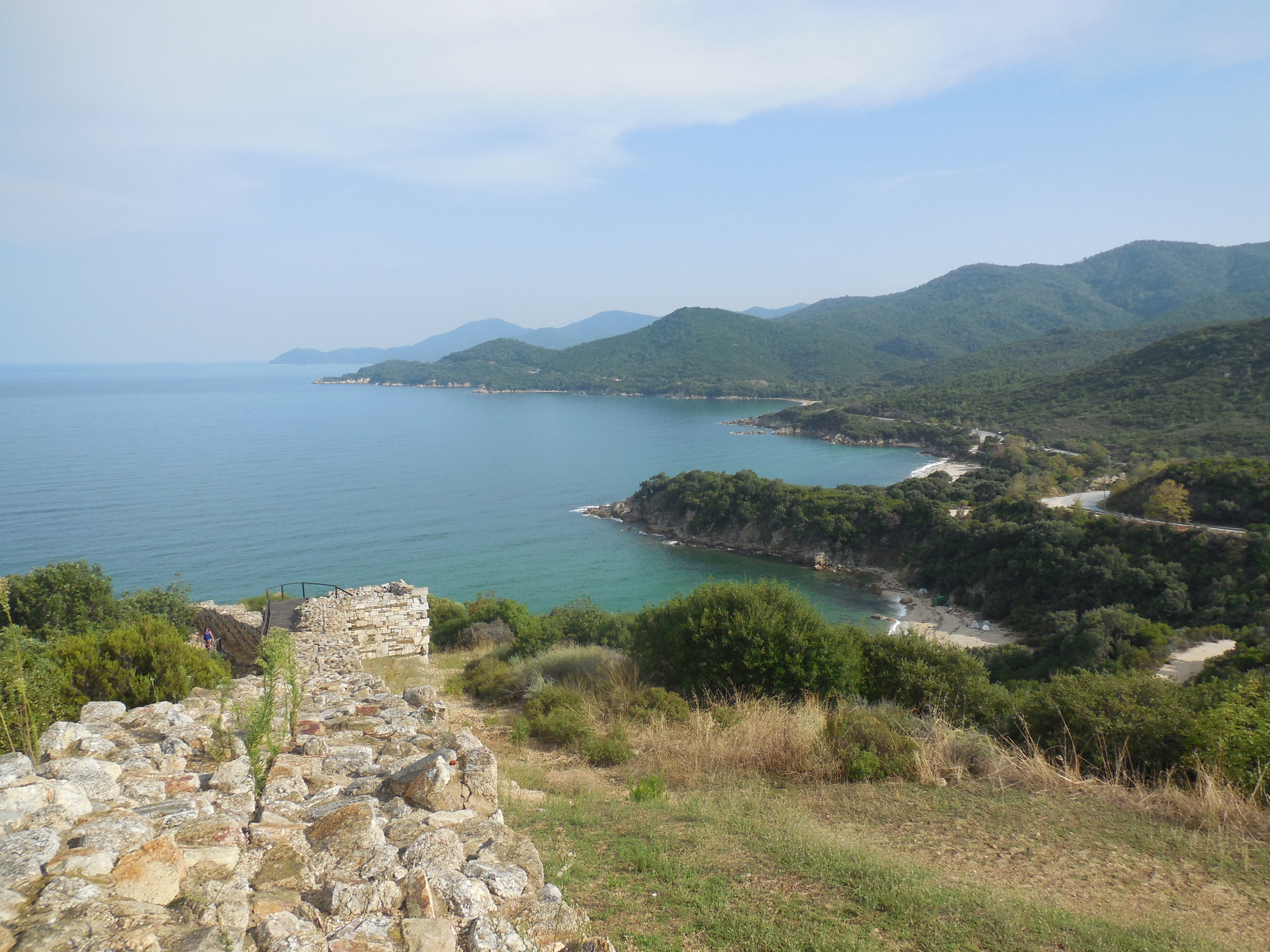
Ein weiteres Bild der Festungsmauern von Stagira

Stagira (griechisch τὰ Στάγειρα ta Stágira oder Στάγιρα; ursprünglich ἡ Στάγιρος he Stágiros) war eine antike Stadt an der Ostküste der Halbinsel Chalkidiki. In der Antike hieß sie Stageiros. Ihre Reste liegen am Südostrand des heutigen Ortes Olymbiada (Gemeinde Aristotelis) auf der in den Strymonischen Golf ragenden Halbinsel Liotopi. Berühmt wurde sie als Vaterstadt des Philosophen Aristoteles, der dort 384 v. Chr. geboren wurde.
Gegründet wurde die Stadt um 655 v. Chr. von ionischen Siedlern aus Andros. Die Polis trat nach den Perserkriegen, in denen sie 480 v. Chr. von Xerxes I. erobert worden war, dem Attischen Seebund bei. Im Peloponnesischen Krieg gehörte sie daher zunächst zu den Verbündeten Athens, doch im Jahr 424 v. Chr. entschlossen sich die Bürger unter dem Eindruck der Erfolge des spartanischen Feldherrn Brasidas zum Übertritt auf die gegnerische Seite. Vergeblich versuchte der athenische Feldherr Kleon Stagiros einzunehmen. Im Nikiasfrieden (421 v. Chr.) wurde die Stadt für unabhängig erklärt, allerdings wurde sie Athen tributpflichtig. Später wurde Stagiros Mitglied des Chalkidischen Bundes.
Als der Makedonenkönig Philipp II. 349 einen Feldzug gegen die chalkidischen Städte unternahm, eroberte und zerstörte er einen befestigten Ort, den der Geschichtsschreiber Diodor Geira oder Zeira nennt; vermutlich handelt es sich um einen Schreibfehler in der handschriftlichen Überlieferung, Diodor meinte wohl Stag(e)ira. Die Einnahme und Zerstörung der Stadt ist auch anderweitig bezeugt.
Aufgrund seiner Herkunft gab man Aristoteles den heute in der Literatur noch geläufigen Beinamen „der Stagirit“. Er soll Philipp oder dessen Sohn Alexander den Großen, dessen Lehrer er zeitweilig war, zum Wiederaufbau der Stadt veranlasst haben. Der gleichnamige heutige Ort Stagira ⊙ liegt etwa acht Kilometer südwestlich davon im Landesinneren südlich des Berges Stratonikio.
Die antike Stadt stand Pate bei der Namensgebung der 1997 neu geschaffenen Gemeinde Stagira-Akanthos (Dimos Stagiron-Akanthou, Δήμος Σταγίρων-Ακάνθου).